# Brandy Alexander
Un Brandy Alexander es un cóctel a base de brandy que consiste en coñac, crema de cacao y crema que se hizo popular a principios del siglo XX, variación del cóctel Alexander, basado en ginebra.

## Elaboración

### Ingredientes
- 30ml de brandy o cognac o 1 parte de brandy
- 30ml de licor de cacao o 1 parte de licor de cacao
- 30ml de crema de leche o 1 parte de crema de leche
- Nuez moscada o chocolate
- Hielo

### Preparación
- En un mezclador, se agrega el brandy, crema de leche y el licor de cacao y se agitan los ingredientes.
- Se agregan hielos en el mezclador y se vuelve a agitar para enfriar la mezcla.
- Se sirve en una copa tipo martini y se decora con la nuez moscada o chocolate.[2]